# Ranunculus montanus
Espèce
Ranunculus montanus, la renoncule des montagnes, est une espèce de plantes herbacées vivaces de la famille des renonculacées.

## Synonymie
- Ranunculastrum gracile Fourr.
- Ranunculus geraniifolius Rouy & Foucaud
- Ranunculus geraniifolius proles gracilis Rouy & Foucaud
- Ranunculus montanus subsp. geraniifolius Nyman
- Ranunculus nivalis Crantz - renoncule des neiges
- Ranunculus geraniifolius Pourr.
- Ranunculus gracilis Schleich.